# 打虎山路
打虎山路是中華人民共和國上海市杨浦区一條南北走向道路，南起辽源西路，北至阜新路，全长890米，宽13.5米至18米。道路始建於1952年，路名來自於辽宁省锦州市黑山县大虎山街道。